# Temporada 1914-1915 del Liceu
La temporada 1914-1915, el Liceu va obrir les portes l'11 de novembre tot i les negatives circumstàncies que es vivien a Barcelona amb una crisi econòmica, una guerra europea i una epidèmia de tifus. A l'estrena de la temporada va faltar entusiasme, tot i presentar artistes distingits com Palet, Bonini, Bettoni, i la senyoreta Racanelli, i de representar-se l'admirable comèdia lírica Els mestres cantaires de Nuremberg de Wagner. Però malgrat tot això hi va haver fredor en l'ambient, carregat d'inquietuds doloroses. No es pot oblidar que es vivien temps dolents, tristos, inquietants.
Després d'haver actuat el 1910 al Teatre Novedades, Hipólito Lázaro, que havia tingut un començament de carrera ràpid i brillant, va debutar aquesta temporada al Liceu a Rigoletto. El públic es va entusiasmar amb el tenor. Des del segon acte va tenir al públic pendent de la seva veu, molt bonica de timbre, ferma i extensa. En arribar a la cançó del tercer acte La donna è mobile el públic va reaccionar amb grans aplaudiments i va victorejar l'artista.
Uns dies després, el 17 de novembre, va debutar Conxita Supervia a Mignon. Va cantar amb una veu petita però molt bonica i plena de tonalitats, va ser molt aplaudida i obsequiada amb flors. Quatre dies després havia de tornar a cantar a La favorita, però per culpa d'una malaltia va ser substituïda per Elena Lucci. Al cap d'uns dies, restablerta, va poder cantar El barber de Sevilla al costat del tenor Riccardo Stracciari, amb una veu molt bonica, d'excepcional extensió i delicats matisos.
A meitat de temporada va agafar les rendes del Liceu l'empresari Joan Mestres i Calvet.
| Temporada 1914-1915 del Liceu      |                     |                                                              |                    | |                                               |                                       |
| Òpera                              | Compositor          | Director musical                                             | Director d'escena  | Papers principals | Producció                                     | Dates                                 |
| Els mestres cantaires de Nuremberg | Richard Wagner      | Antonio Guarnieri                                            |                    | Josep Palet, Francesco Maria Bonini, Vincenzo Bettoni, Elsa Raccanelli, Elena Lucci, Martino, Giralt, Josep Fernández, Vicenç Gallofré.                                                                                              |                                               | 11 de novembre                        |
| Rigoletto                          | Giuseppe Verdi      | Josep Sabater                                                |                    | Hipòlit Lázaro (debut) / Mario Cortada (29 novembre); Innocenci Navarro, Meta Reddisch (12 novembre) / Elena Girlina (15, 18 novembre) / Mercè Capsir (debut) (29 novembre), Juan Martino, Rosalia Pangrazy                          |                                               | 12, 15, 18 i 29 novembre              |
| Mignon                             | Ambroise Thomas     | Antonio Guarnieri                                            |                    | Meta Reddisch, Conxita Supervia, Joan Nadal, Elena Girlina, Vincenzo Bettoni, Pangrazzi, Oliver, Giralt. |                                               | 17 de novembre                        |
| La favorita                        | Gaetano Donizetti   | Josep Sabater                                                |                    | Elena Lucci (novembre; 11 desembre)/Conxita Supervia (17, 23 desembre), Hipòlit Lázaro (novembre)/Joan Nadal (desembre), Joan Martino, Innocenci Navarro, Enriqueta Casas, Vicenç Gallofré                                           |                                               | 19, 21 novembre / 11, 17, 23 desembre |
| El barber de Sevilla               | Gioachino Rossini   | Antonio Guarnieri                                            |                    | Joan Nadal, Josep Fernández, Conxita Supervia, Riccardo Stracciari, Vincenzo Bettoni, Enriqueta Casas, Vicenç Gallofré |                                               | 25 de novembre                        |
| Die lustige Witwe                  | Franz Lehár         | Vincenzo Bellezza                                            |                    | Luigi Consalvo, Nelly Gary, Enrico Borghese, Maria Ivanisi, Sr. Pasquini, Sr. Mussi, Sr. Prestipino, Gaetano Tozzi, Sr. Podersai, Sra. Giordani, Italia Del Lago, Sr. Monteli, Sra. Consalvo, Sr. Ednon                              | Companyia d'òpera còmica Scognamiglio-Caramba | 10, 14 març                           |
| La reginetta delle rose            | Ruggero Leoncavallo | Domenico Bazan                                               |                    | Nelly Gary, C. Castagneta, Italia Del Lago, Enrico Borghese, G. Molteni, E. Valle, G. Mussi, Luigi Consalvo, G. Giordani, E. Cicovich, A. Lina, G Tozzi, G. Prestipino, G. Podersai, E. Treves, Gaetano Tozzi, T. Zanón, G. Castelli |                                               | 23 de març                            |
| Lakmé                              | Léo Delibes         | Edoardo Mascheroni                                           |                    | Maria Barrientos, Giuseppe Taccani, Dolors Frau, Vincenzo Bettoni, Carme Bertran, Enriqueta Aceña, Enriqueta Casas, Mattia Morro, Antoni Oliver                                                                                      |                                               | 6 d'abril                             |
| Otello                             | Giuseppe Verdi      | Edoardo Mascheroni                                           |                    | Icilio Calleja, Ida Quaiatti, Josep Segura-Tallien, Enriqueta Aceña, Enriqueta Casas, Angelo Algos, Antoni Oliver, Conrad Giralt, Josep Fernández, Battaller                                                                         |                                               | 7 d'abril                             |
| Tosca                              | Giacomo Puccini     | Josep Sabater (10, 14 abril) / Edoardo Mascheroni (18 abril) |                    | Elsa Raccanelli, Jaume Illa i Cerdà, Domenico Viglione-Borghese, Conrad Giralt, Josep Fernández, Angelo Algos, Ramon Bataller, Jaume Armengual, Carmen Morelli                                                                       |                                               | 10, 14, 18 abril                      |
| I puritani                         | Vincenzo Bellini    | Edoardo Mascheroni                                           |                    | Maria Barrientos, Josep Segura-Tallien, Vincenzo Bettoni, Joan Nadal, Carmen Morelli, Antoni Oliver, Conrad Giralt |                                               | 15 i 18 d'abril                       |
| La fanciulla del West              | Giacomo Puccini     | Edoardo Mascheroni                                           | Francesc Casanovas | Elsa Raccanelli, Giuseppe Taccani, Domenico Viglione Borghese, Enriqueta Casas, Angelo Algos, Antoni Oliver, Mattia Morro, Bosch, Ballester, Fernández, Fargas, Mairal, Jaume Uyà, Giralt, Armengual, Wertam, Ors                    |                                               | 24 d'abril                            |
| Carmen                             | Georges Bizet       | Antonio Guarnieri                                            |                    | Conxita Supervia, Lluís Canalda, Maties Morro, Mercè Capsir |                                               |                                       |